# شيريل هاوورث
شيريل هاوورث (بالإنجليزية: Cheryl Haworth) هي رباعة أمريكية، ولدت في 18 أبريل 1983 في سافانا في الولايات المتحدة.

## وصلات خارجية
- شيريل هاوورث على موقع أوليمبيديا (الإنجليزية)